# Snorre gode
Snorre Torgrimsson gode var en fornisländsk storman och hövding över Torsnäs-området. Han föddes 963 och dog 1031, och hette egentligen Torgrim, men fick redan i ungdomen kännenamnet Snorre, som helt undanträngde hans rätta namn. Namnet kommer av ordet snorra ("snurra") och namnet har tolkats som ett tillnamn med betydelsen vildhjärna.
Snorre övertog redan vid 16 års ålder fädernegården Helgafell och kort efteråt även släktens godedöme. Få isländska hövdingar har varit så mäktiga och haft ett sådant anseende som Snorre gode. Hans slughet gjorde honom också fruktad. Den förste som fick känna av Snorres mindre goda sidor var Arnkell gode, som 993 föll för Snorres vapen. Snorre var en av dem som betydde mest för kristnandet av Island på alltinget 1000. Fastän han själv var hedning avvisade han talet om att det just började vulkanutbrottet i Ölfus skulle vara ett tecken på gudarnas vrede över att folket tänkte ta sig en ny gud. "På vem voro gudarna vreda, då den lava brann, som vi nu stå på?", frågade han; alltingsfältet var ju gammal vulkanisk mark från förhistorisk tid. Snorre lät genast efter alltingsbeslutet om kristendomens införande döpa sig och byggde själv en kyrka på sin gård. 
Snorre gode är vidare känd för sin hämnd på sin svärfaders Viga-Styr mördare och sin trogna vänskap med Gudrun Osvivsdotter. Med henne bytte han gård 1008 och bodde sedan på Sælingsdalstunga. Han avstyrde blodshämnden på Kjartans bröder för Bolle Torleikssons dråp. Under den stora striden på alltinget 1012 hindrade han med sin väpnade flock Flose Tordsson och hans skara att fly in i Almannagjå och bragte dem sålunda mellan två eldar. 1024 förhindrade han att landets främsta hövdingar skulle besöka och hylla konung Olof den helige. 
Snorre var en sällsynt klartänkt, klok och praktisk natur, vars rådslag för det mesta hade framgång. Men han var på samma gång hänsynslös och föga nogräknad i fråga om sina metoder. I Eyrbyggarnas saga spelar han en av huvudrollerna och han förekommer i Njáls saga och Laxdalingarnas saga. Om Snorre och hans ättlingar berättas också i den korta Ævi Snorra goða, som har tillskrivits Ari Þorgilsson ("Are frode"). Snorre godes hirdskald var Tormod Trefilsson, som om sin hövding diktade lovkvädet Hrafnsmál.

## Barn
Snorre Gode fick barnen:
- Turid Snorresdotter
- Halldór Snorrason
- Torodd Snorrason (omtalad i þórodds þáttr Snorrasonar)